# Luísa de França
Luísa Maria de França (Louise Marie de France; Versalhes, 15 de julho de 1737 — Saint-Denis, 23 de dezembro de 1787) foi a última filha do rei Luís XV de França e da rainha Maria Leszczyńska.

## Biografia
Foi educada na Abadia de Fontevraud com as outras três irmãs mais novas. Fez notar por seu espírito e também por seu orgulho. Não hesitava em reclamar quando as pessoas a seu serviço não se levantavam ao vê-la entrar dizendo ser a filha do rei (o que fez sua preceptora retrucar: "e eu, Madame, eu sou filha de Deus").
Volta à corte em 1750, com a idade de 13 anos. Permanece sempre como uma princesa distanciada, fugindo da vida social, procurando conforto e coragem na religião. Luís XV, seu pai, planeja diversos casamentos para a filha, mas nenhum deles se realiza. Em 1748, por exemplo, quando Maria Luísa ainda estava na Abadia de Fontevraud, rumores pretendiam que seu pai lhe destinava o príncipe 
Carlos Eduardo, o pretendente Stuart ao trono inglês, como marido. Madame Luísa declarou então: "Não tenho razão de estar inquieta, já que me destinam um esposo, quando eu não quero outro senão Jesus Cristo?".

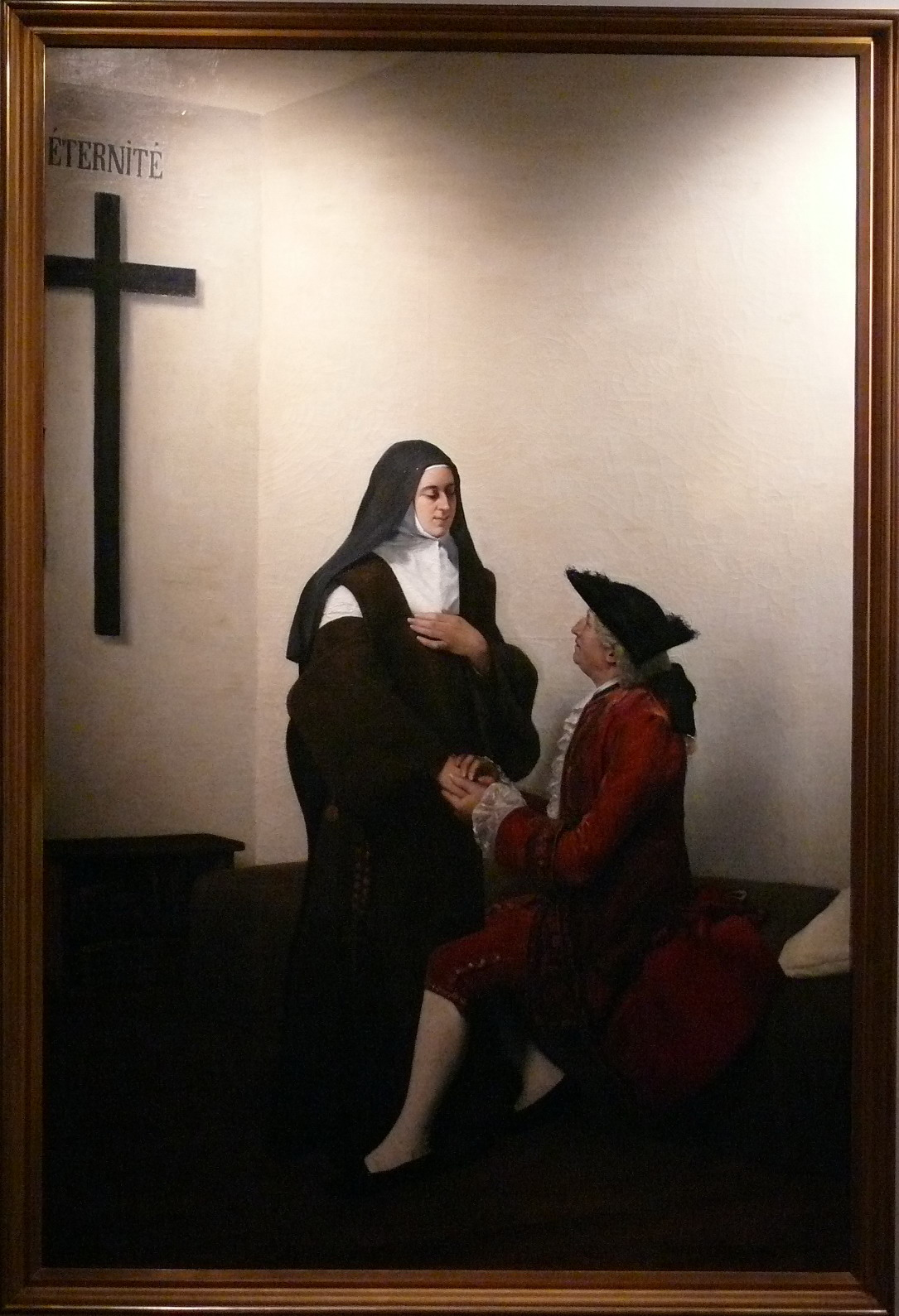
Visita de Luís XV a Madame Luísa de França; óleo de Maxime Le Boucher

Em 1770, quando toda a corte prepara o casamento do delfim, futuro rei Luís XVI, e de Maria Antonieta, para surpresa geral, Luísa solicita ao pai a autorização de se fazer carmelita. Ela tinha a crença sincera e a vontade de resgatar por seu sacrifício a alma pecadora do pai, conhecido devasso.
Ela toma o hábito em 10 de outubro de 1770 e faz seus votos em 12 de setembro de 1771 no carmelo de Saint-Denis, o "mais pobre carmelo de França", segundo rumores, onde a regra era bastante rude. Madame Luísa desapareceu nesse lugar santo, tornando-se sua prioreza de 1773 a 1779, e depois de 1785 até sua morte em 23 de dezembro de 1787. Suas últimas palavras foram: "Para o Paraíso! Rápido! No galope!".
Em 1873, foi declarada Venerável Madre Thérèse de Saint-Augustin.